# Antonija Fabjan
Jožefa Fabjan, sestra Marija Antonija, slovenska redovnica, mučenka in blaženka, * 23. januar 1907, Malo Lipje, † 15. december 1941, Goražde, Neodvisna država Hrvaška (danes Bosna in Hercegovina).
Rodila se je očetu Janezu in materi Jožefi rojeni Kralj, kot tretji od petih otrok. Oče je imel iz prvega zakona še tri otroke. Umrl je, ko je bilo Jožefi 4 leta in ko je bila najmlajša Angela stara 2 meseca. Ko je imela 11 let, ji je umrla še mama. Vseh 8 nepreskrbljenih otrok so prevzeli svojci in tako je Jožefo vzgajala ena izmed tet. Slednja je Jožefo ob Božjem klicu za redovništvo tudi podprla in ji ves čas stala ob strani.
K Hčeram Božje ljubezni je prišla po posredovanju sorodnice sestre Margarete Jarc, ki je že bila v tej družbi. Jožefa je prišla v Sarajevo 9. aprila 1929 in se pridružila 46 Slovenkam, kolikor jih je bilo tega leta v redu. V noviciat je stopila na svoj god, 19. marca 1930, in prevzela ime sestra Marija Antonija. V drugem letu noviciata je bila njena učiteljica tudi sestra Berchmana (kasneje somučenka). Sprva je bila v službi v samostanu Betanija pri Sarajevu, potem v Antunovcu na Ilidži ter ponovno v Betaniji. Ukvarjala se je z vrtnarstvom, skrbela za živino in delala na polju. Zaradi slabega zdravja je bila zavoljo okrevanja premeščena na Pale, kamor je dospela 16. septembra 1936. Tudi po večnih zaobljubah 28. avgusta 1937 se je vrnila v samostan na Pale, kjer je delovala do mučeniške smrti.